# Phytocoris dimidiatus
Phytocoris dimidiatus is een wants uit de familie van de blindwantsen (Miridae). De wetenschappelijke naam van de soort werd in 1856 gepubliceerd door Carl Ludwig Kirschbaum.

## Veldkenmerken
De lichtgrijze, bruinzwart gevlekte wants is macropteer (langvleugelig) en kan 5,5 tot 7 mm lang worden. Het lichaam is bedekt met lichtgekleurde, korte liggende haartjes en half-rechtopstaande zwarte haren. Het middendeel van de vleugels heeft achteraan lichte vlek. Het uiteinde van het hoornachtige gedeelte van de voorvleugels (cuneus) is donker gevlekt en heeft een lichte rand aan de bovenkant. Het halsschild is grotendeels donker met een lichtgrijs bovenstuk en een lichte achterrand. Het kleurloos doorzichtige deel van de voorvleugels heeft grijze vlekjes.
De antennes zijn grotendeels zwart met witte vlekjes op het eerste antennesegment. Het begin van het tweede en derde segment is licht of wit en het tweede segment heeft soms een ring in het midden.
De opvallend lange witte of gele pootjes hebben bruine dijen met zwarte vlekjes en schenen met lichte en donkere banden. Phytocoris dimidiatus lijkt sterk op Phytocoris longipennis en Phytocoris reuteri; ze verschillen van elkaar in de ringen om de schenen van de middelste pootjes.

## Leefwijze
De soort overwintert als eitje en in gunstige gevallen is er een tweede generatie per jaar. De wantsen zijn in mei volwassen en kunnen dan tot in november aangetroffen worden in boomgaarden, bossen of parken en tuinen op diverse liefst met korstmossen begroeide vruchtbomen zoals pruim (Prunus domestica), appel (Malus) en peer (Pyrus).

## Leefgebied
De wantsen zijn algemeen in Nederland, met uitzondering van de waddeneilanden en Zuid-Holland. Het verspreidingsgebied is Palearctisch, van Europa tot de Kaukasus in Azië en Noord-Afrika.